# Wyprawa kijowska (1920)
Wyprawa kijowska (rzadziej operacja ukraińska) – ofensywa Wojska Polskiego i armii Ukraińskiej Republiki Ludowej przeciwko Armii Czerwonej na Kijów w kwietniu 1920, podczas wojny polsko-bolszewickiej.

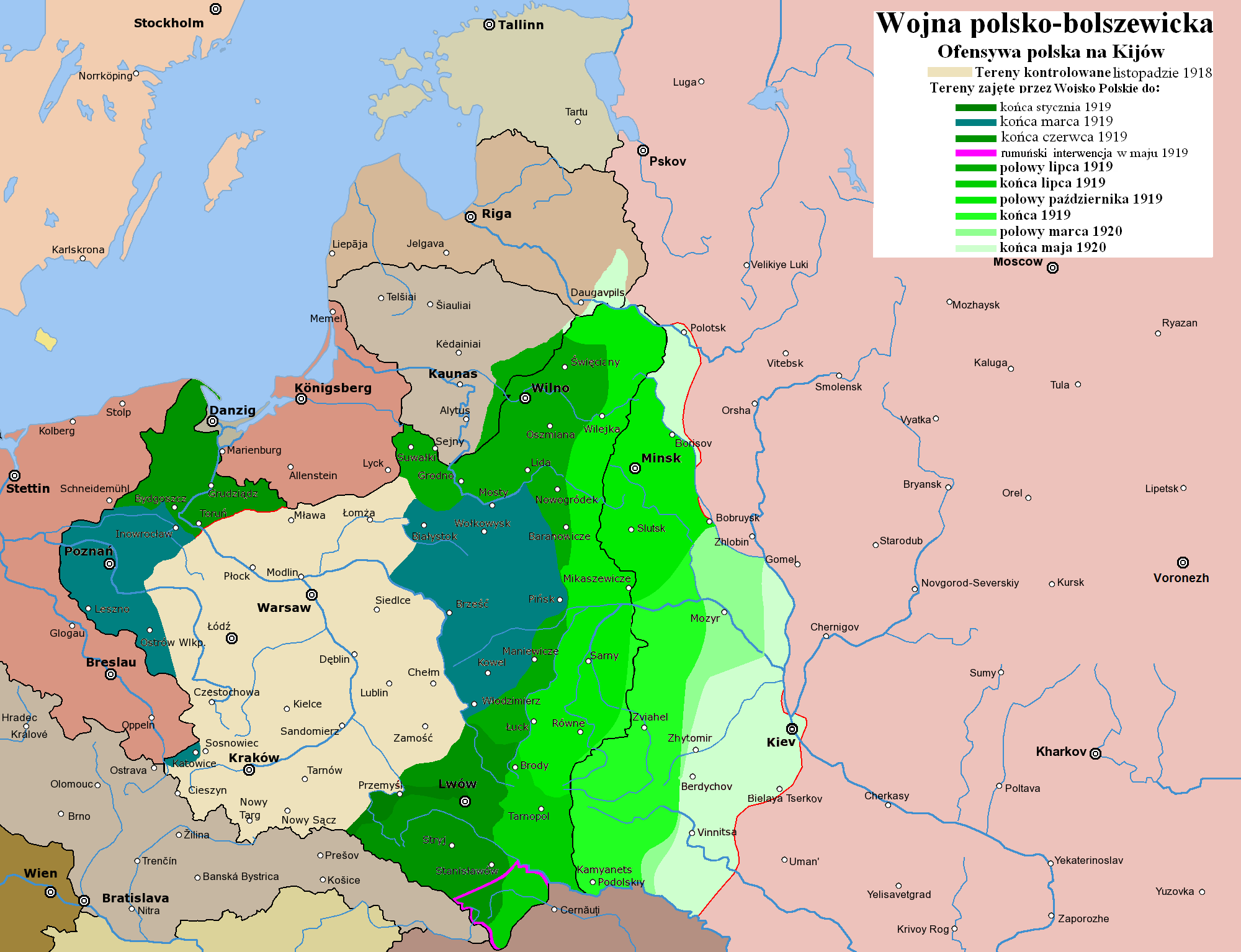
Linia frontu w wojnie polsko-bolszewickiej do końca maja 1920

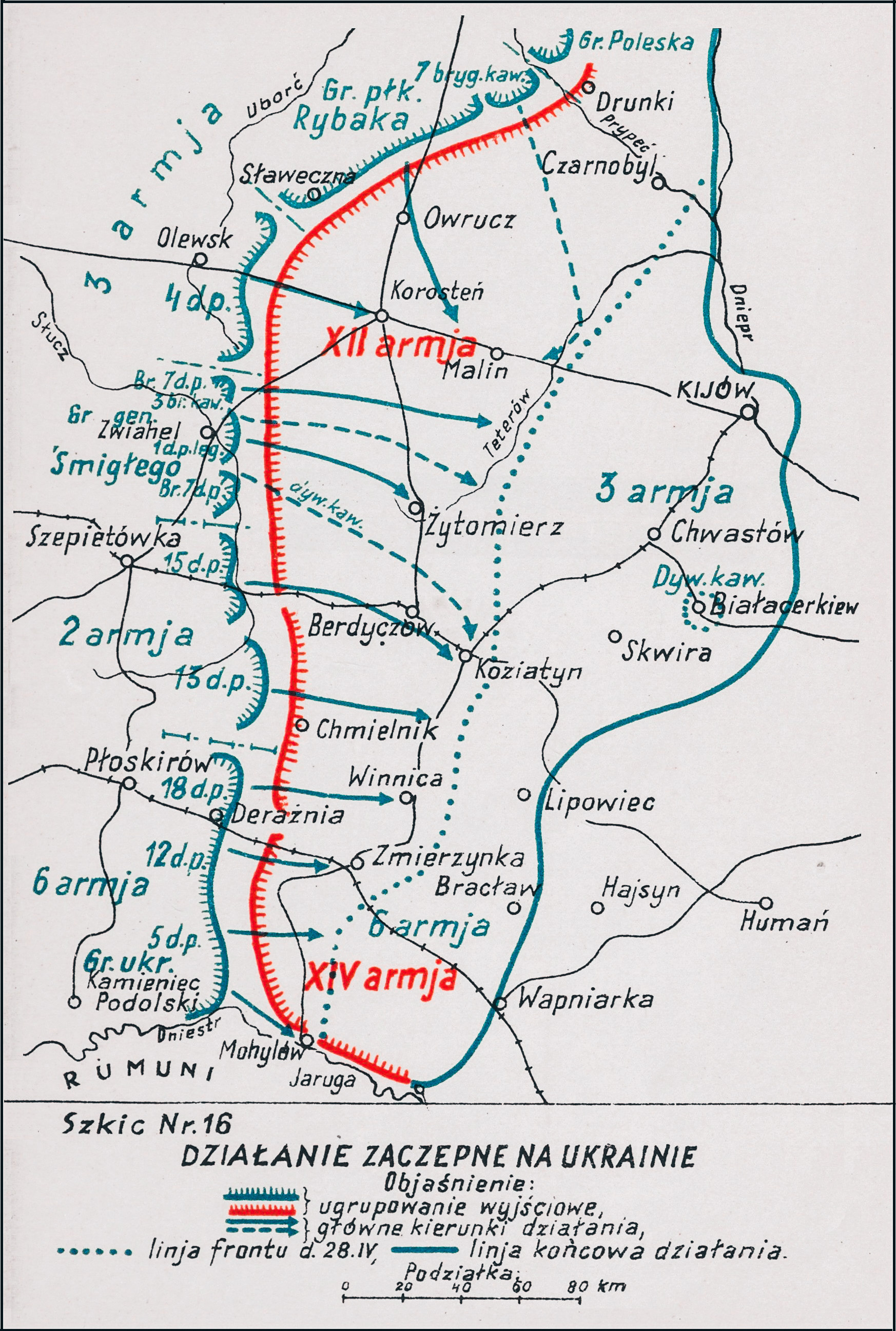
Adam Przybylski,
Wojna Polska 1918–1921

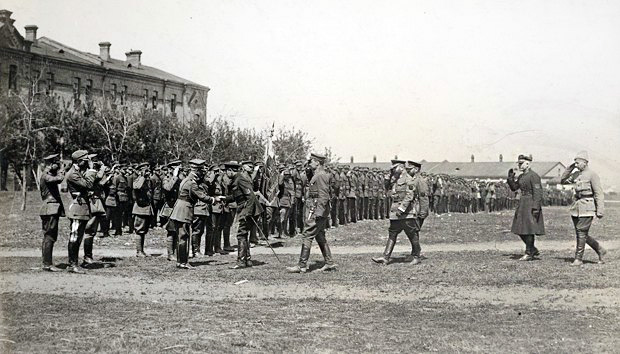
Wręczenie sztandaru 6 Siczowej Dywizji Strzelców. Symon Petlura, gen. Wołodymyr Salski, gen. Antoni Listowski, Berdyczów 21 kwietnia 1920

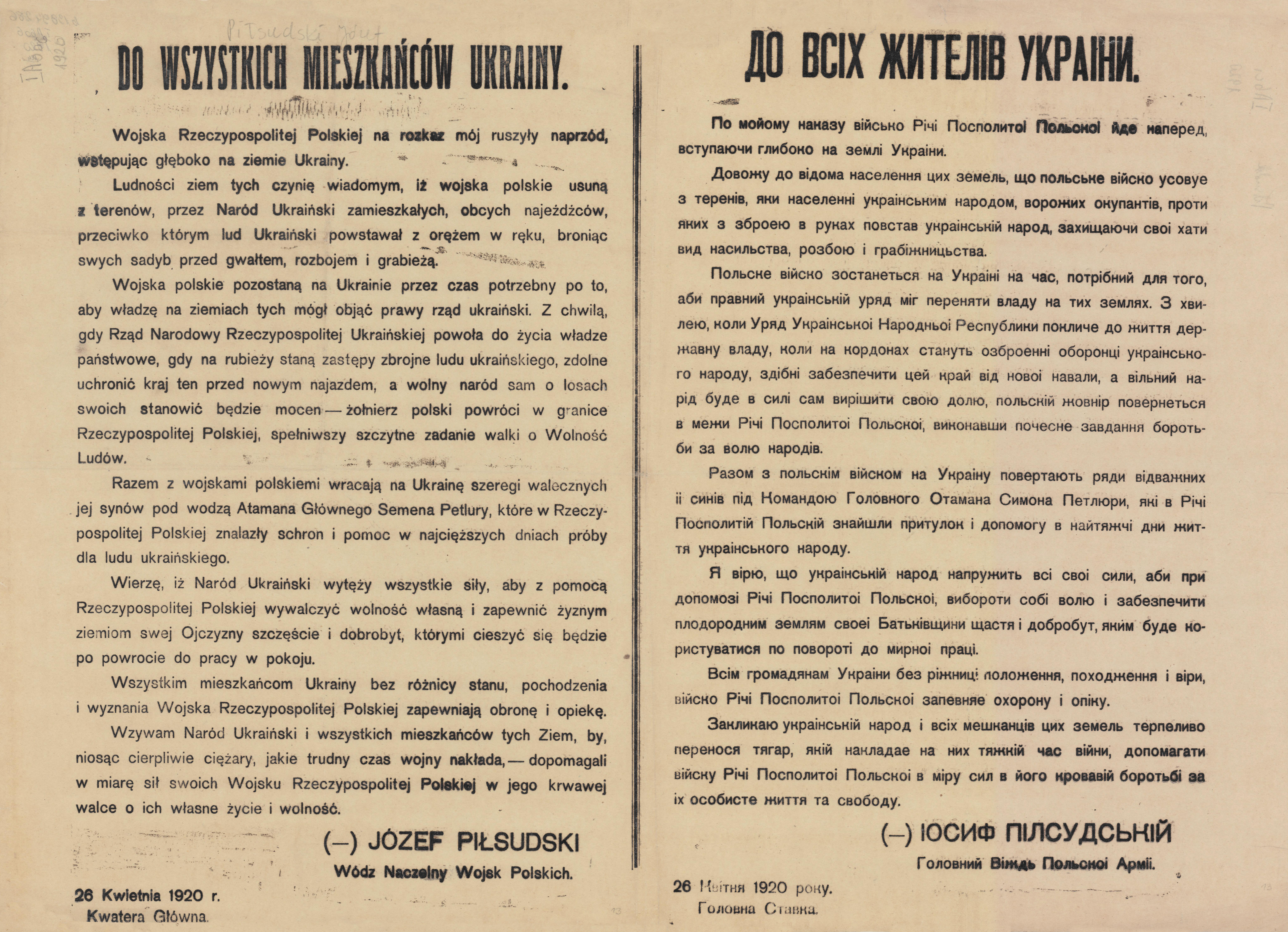
Odezwa Józefa Piłsudskiego do mieszkańców Ukrainy z 26 kwietnia 1920 roku

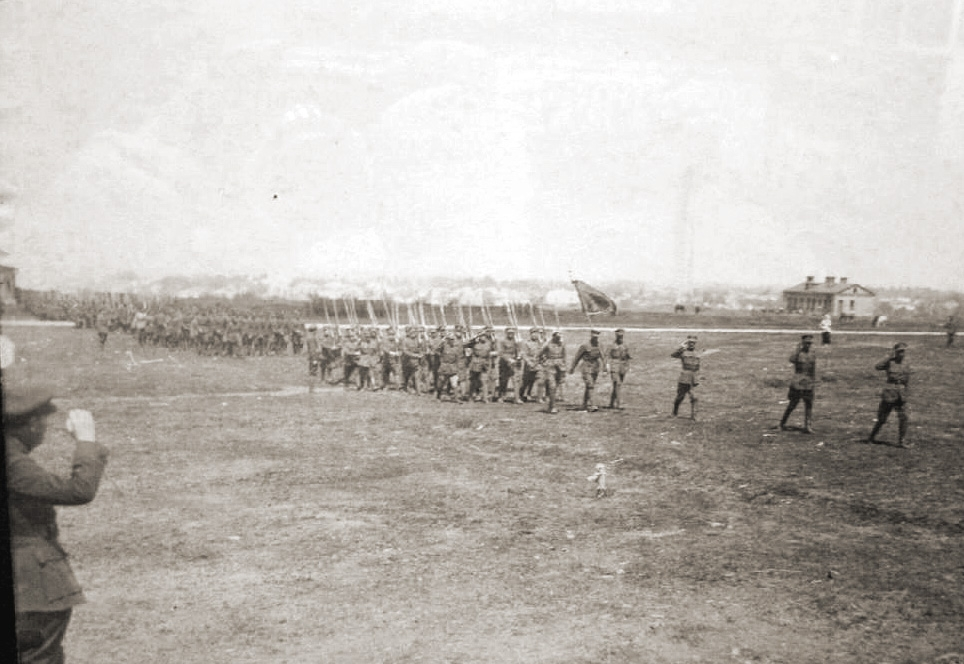
Defilada 6 Siczowej Dywizji Strzelców przed Symonem Petlurą, Berdyczów, kwiecień 1920

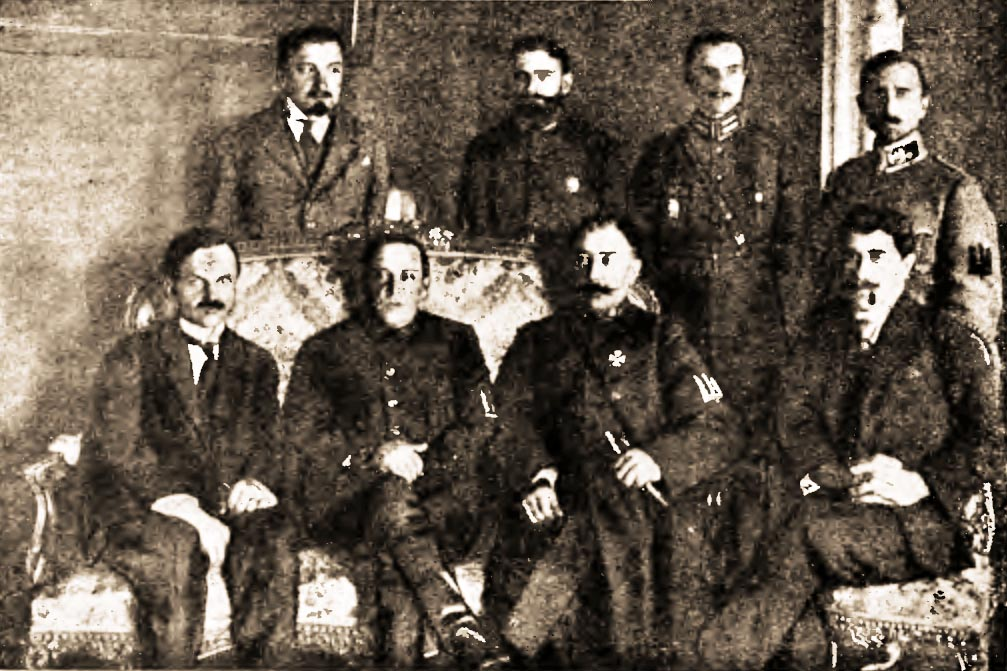
Rząd URL 1920. Symon Petlura siedzi w środku.

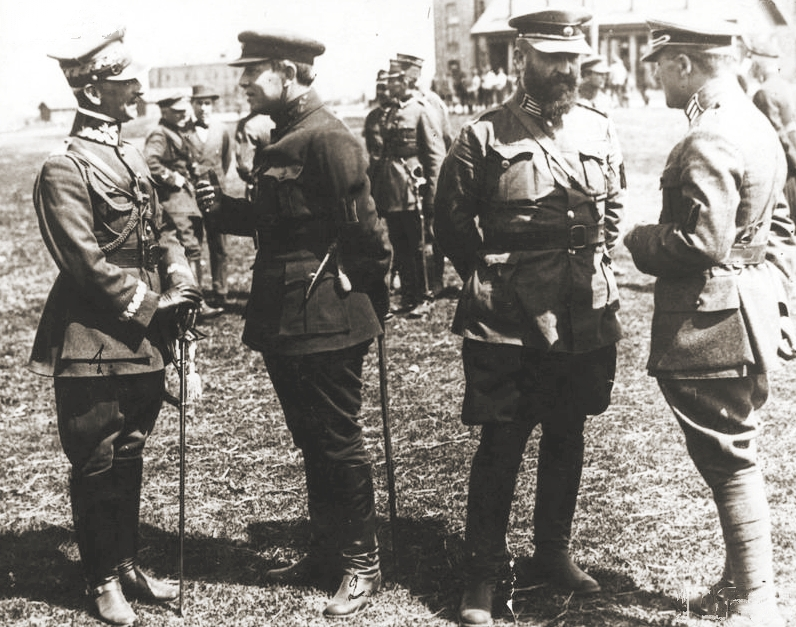
Gen. Antoni Listowski, Symon Petlura, płk Wołodymyr Salski, płk Marko Bezruczko, oficerowie ukraińscy i polscy – Berdyczów, wyprawa kijowska, kwiecień 1920

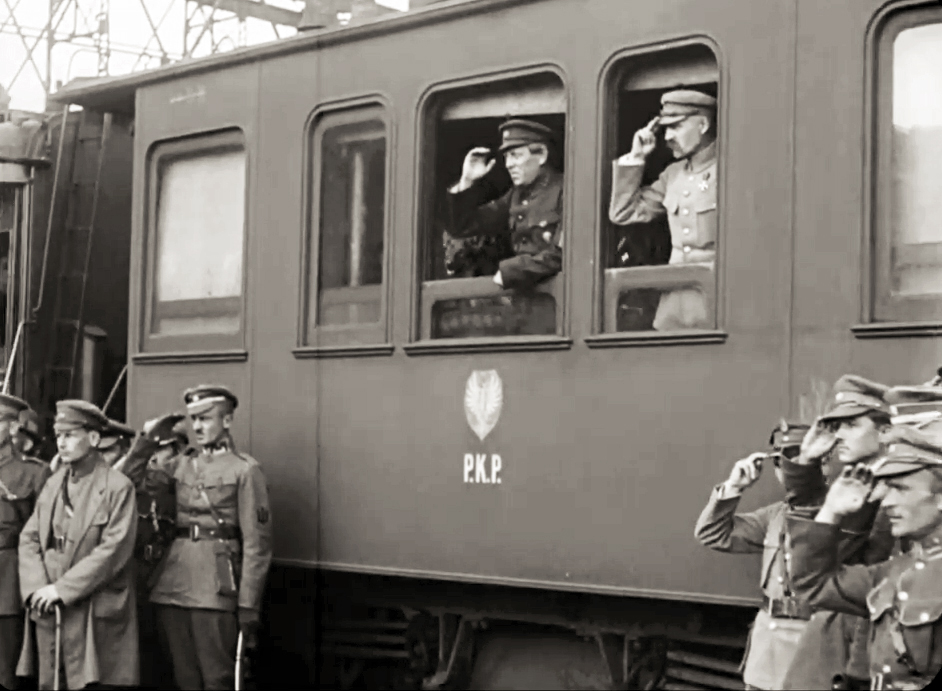
Józef Piłsudski i Symon Petlura w Winnicy, 16 maja 1920

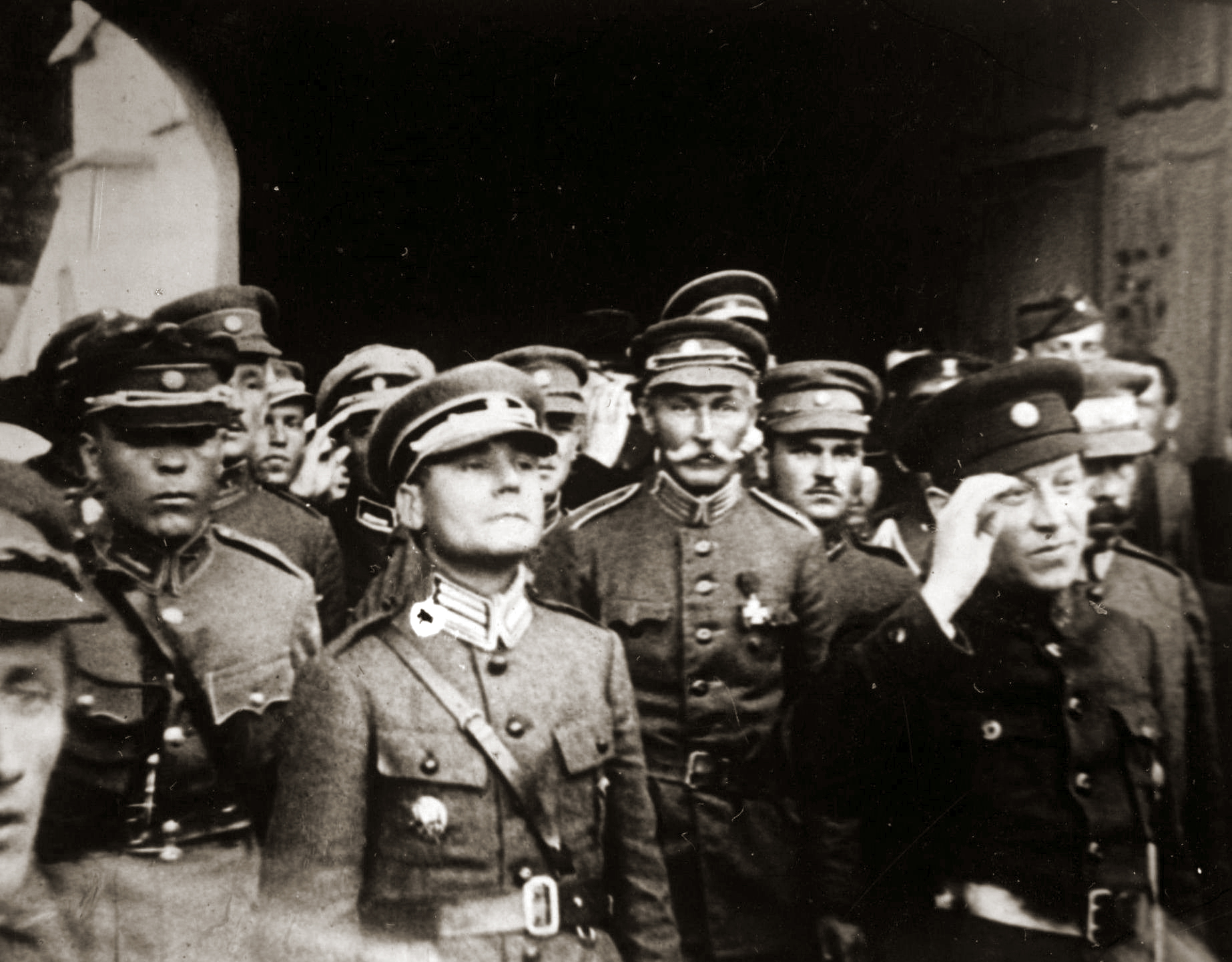
Symon Petlura i oficerowie armii URL wychodzą z Soboru Sofijskiego. Kijów, 23 maja 1920. W środku, na pierwszym planie płk Marko Bezruczko

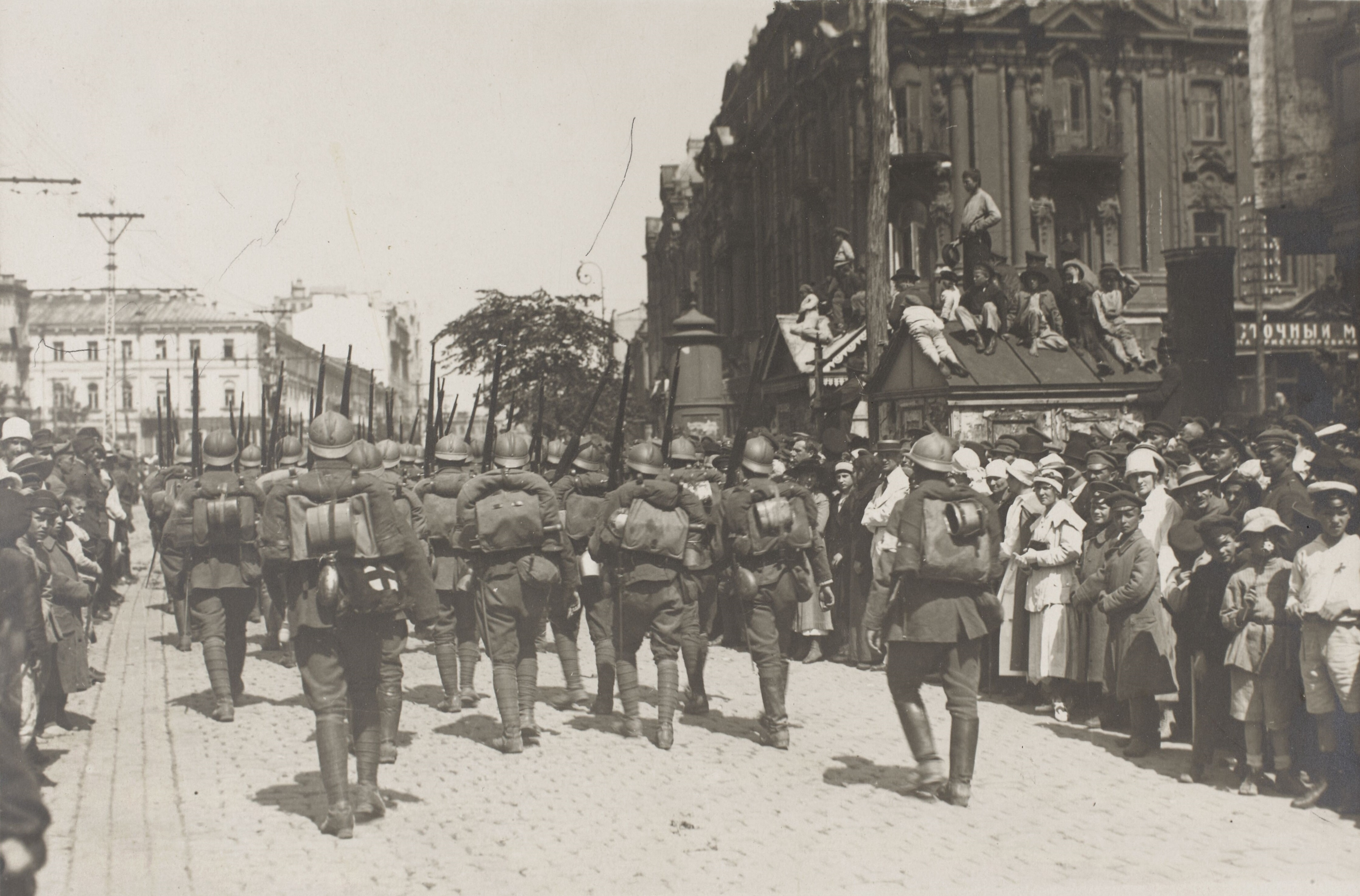
Wojsko Polskie wkracza do Kijowa

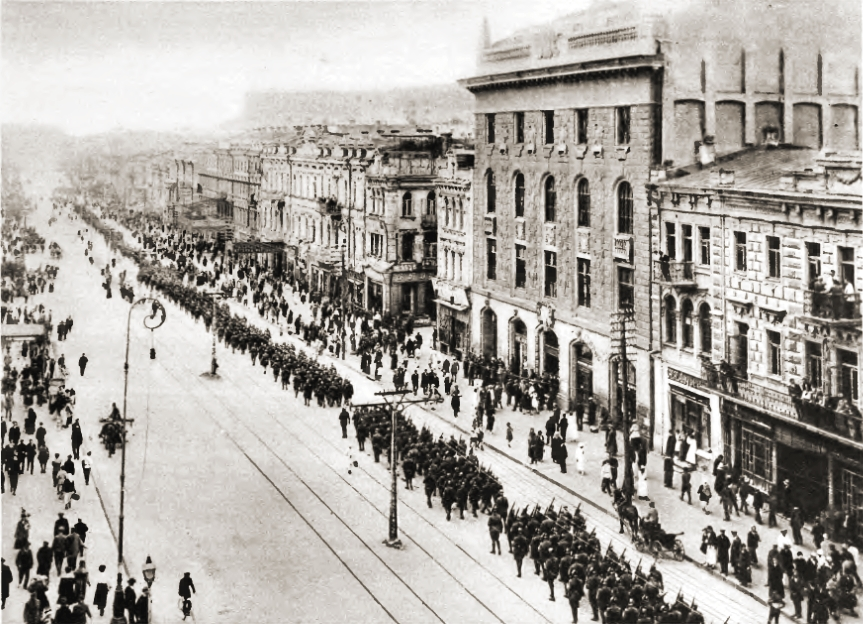
Defilada Wojska Polskiego na Chreszczatyku, 9 maja 1920

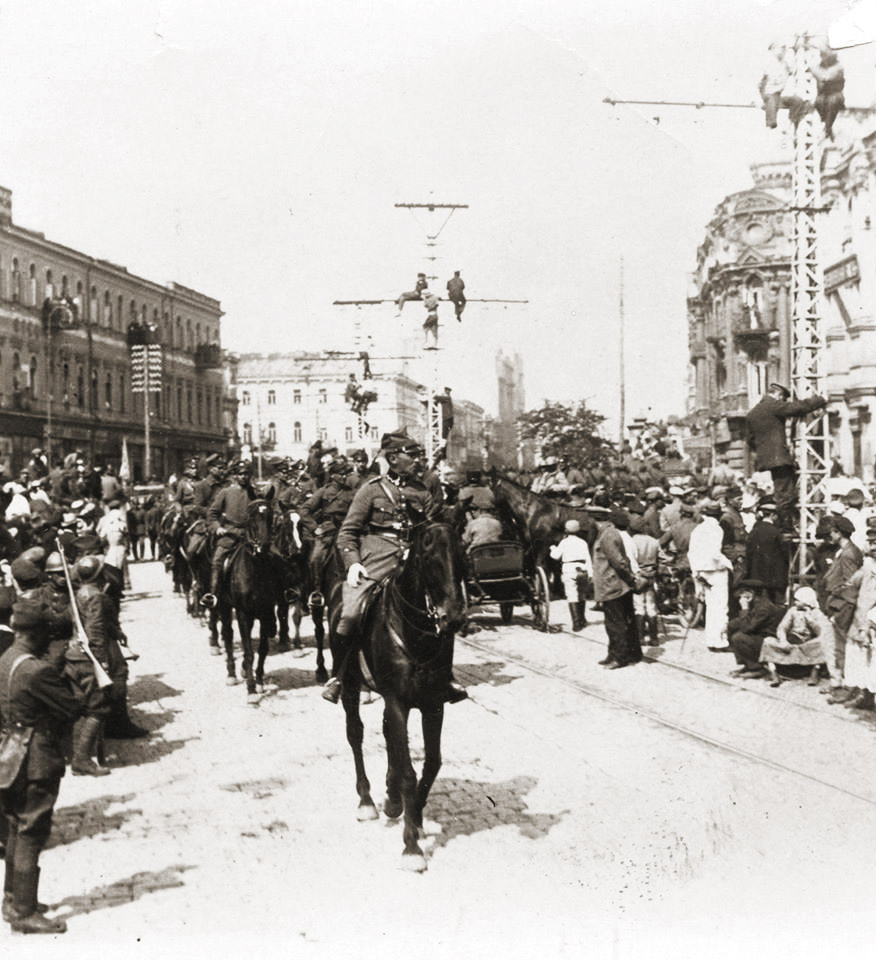
Defilada Wojska Polskiego na Chreszczatyku. 9 maja 1920.

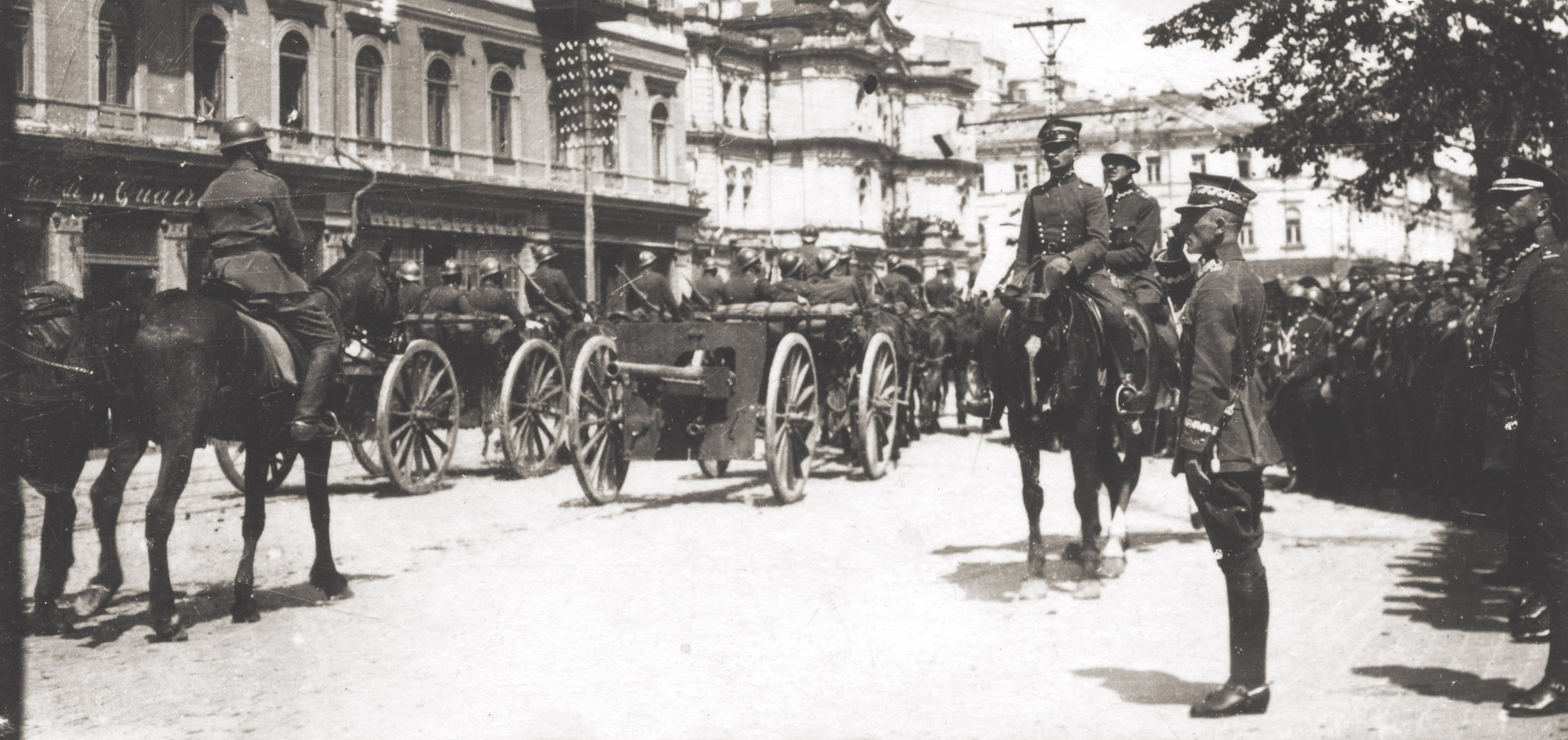
Gen. Edward Rydz-Śmigły przyjmuje defiladę na Chreszczatyku, 9 maja 1920

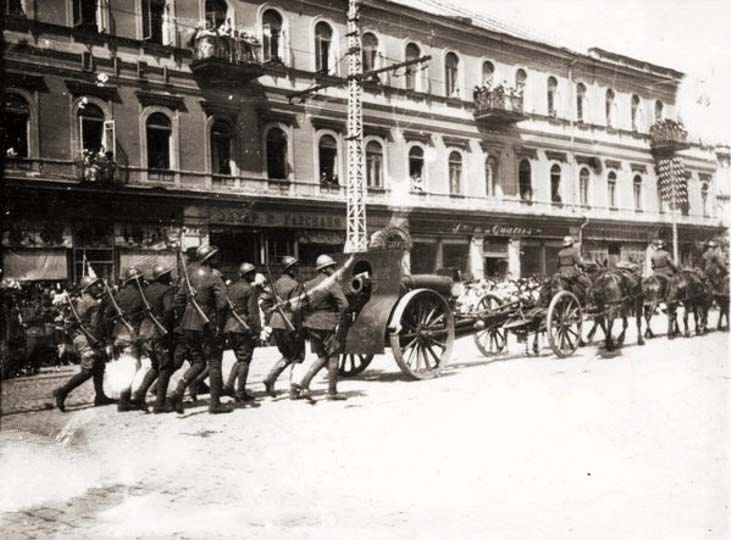
Artyleria polska podczas defilady na Chreszczatyku. 9 maja 1920.

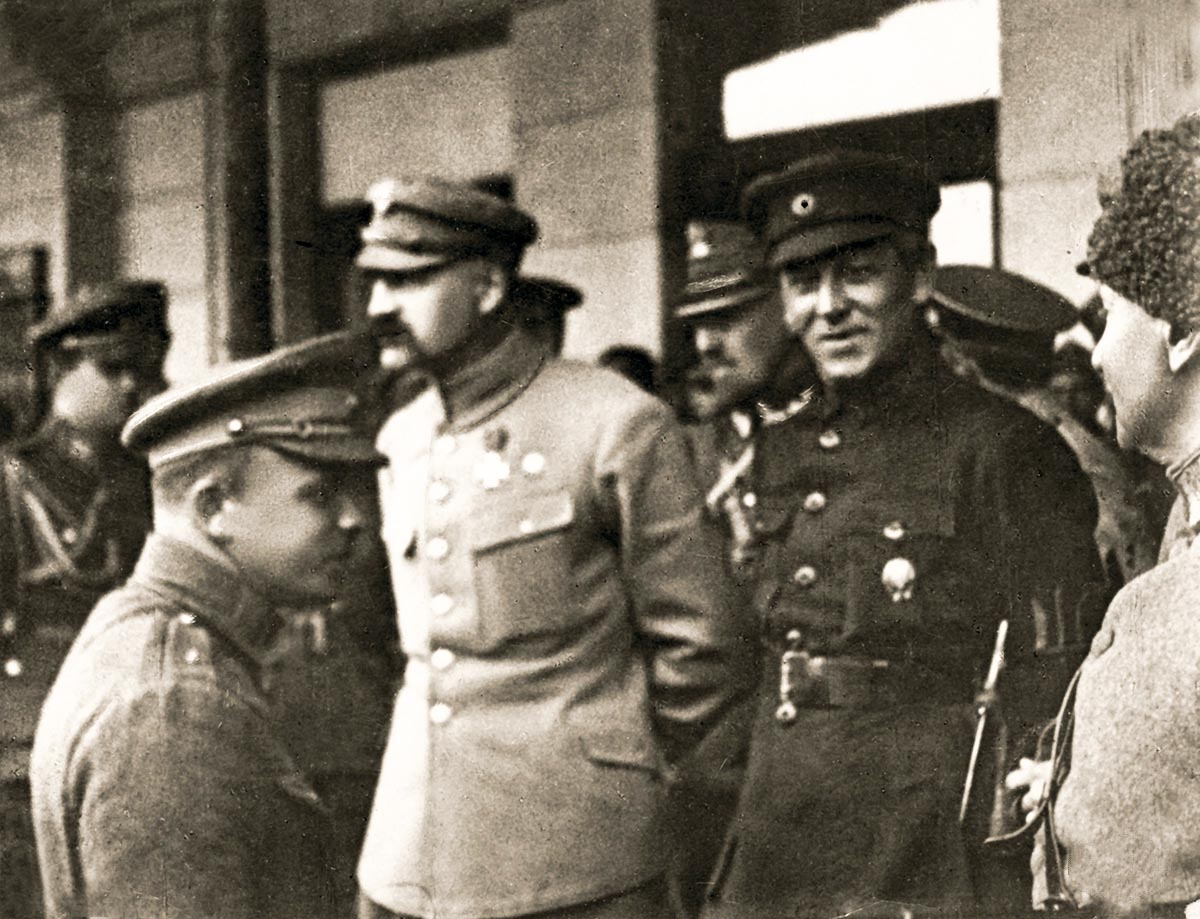
Piłsudski i Petlura Winnica 16 maja 1920

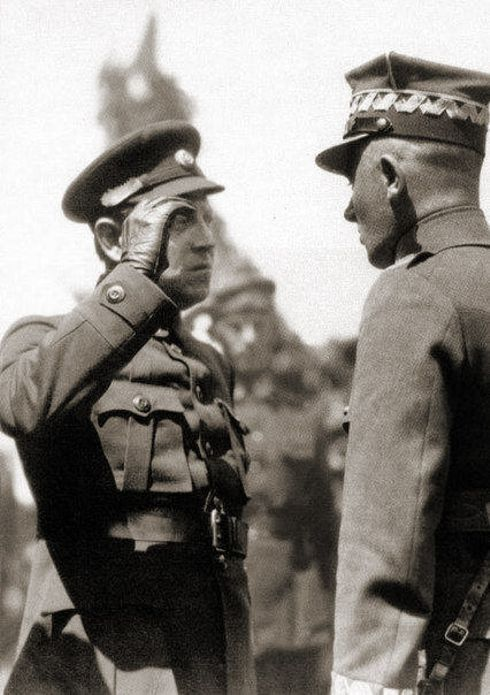
Symon Petlura wita Edwarda Rydza-Śmigłego na dworcu kolejowym w Kijowie

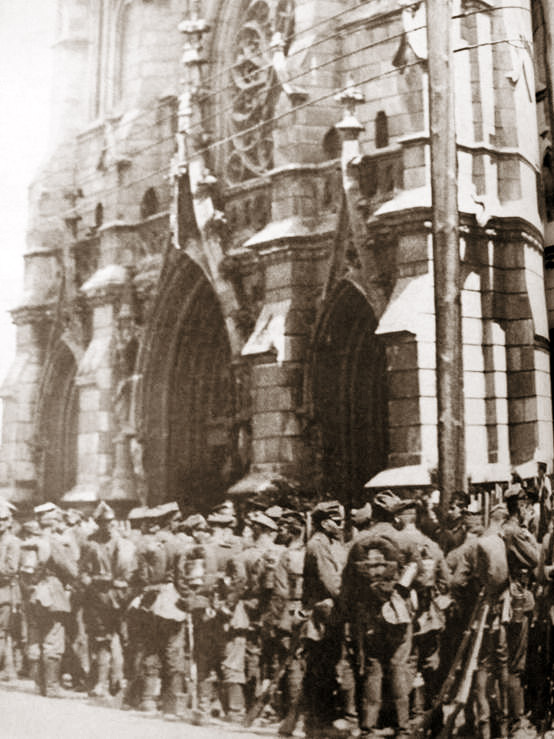
Żołnierze Wojska Polskiego pod kościołem Św. Mikołaja, maj 1920

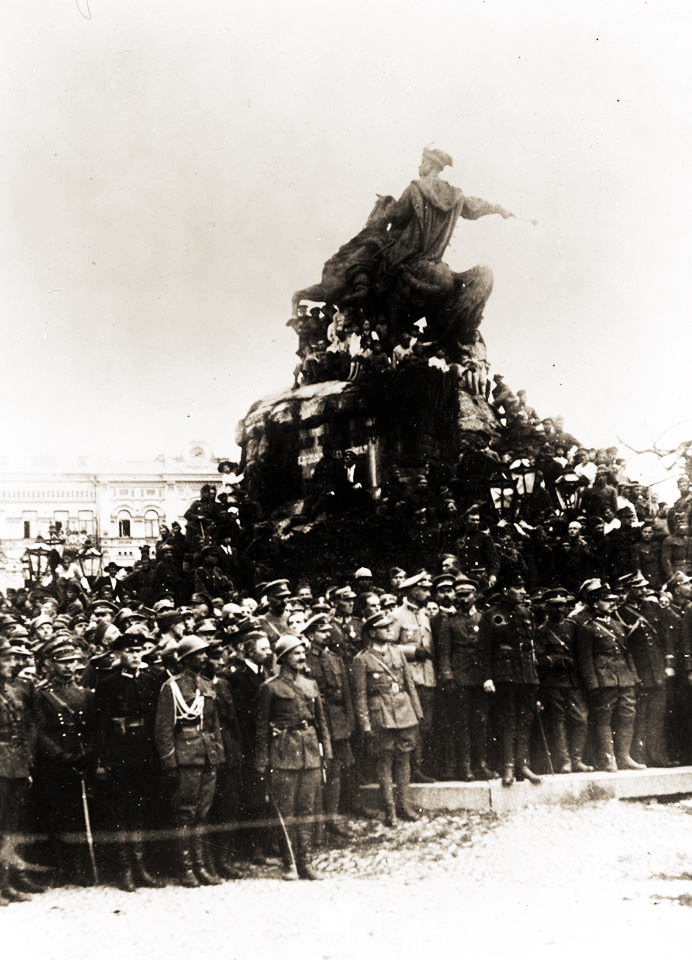
Symon Petlura w otoczeniu oficerów ukraińskich i polskich przyjmuje defiladę 6 Siczowej Dywizji Strzelców pod pomnikiem Bohdana Chmielnickiego w Kijowie, 23 maja 1920.

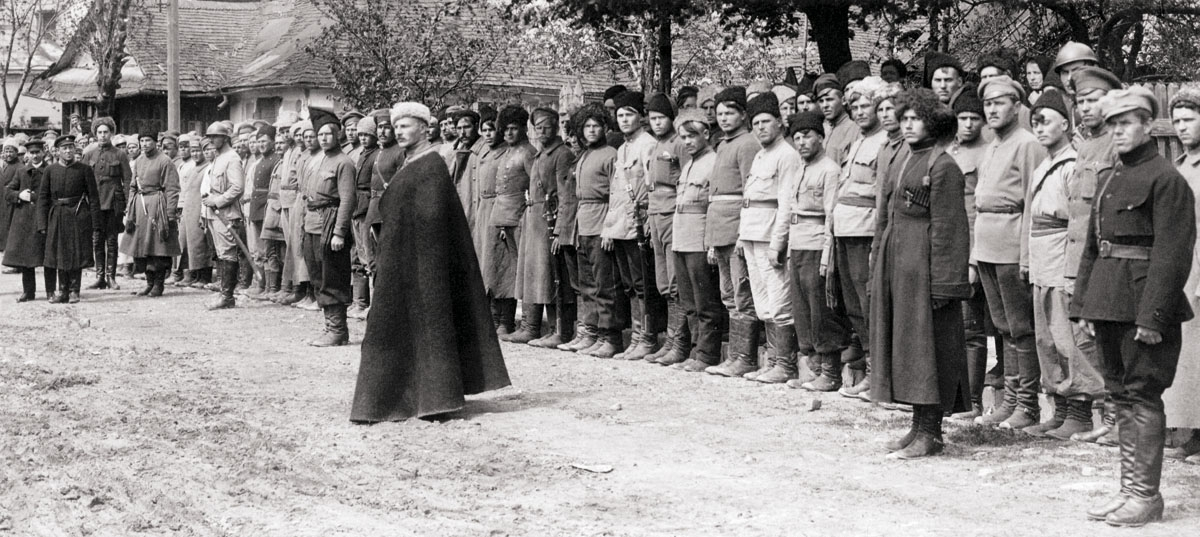
Symon Petlura (z lewej) dokonuje przeglądu oddziałów ukraińskich. Kijów, maj 1920. Na froncie oddziału gen. Iwan Omelianowicz-Pawlenko

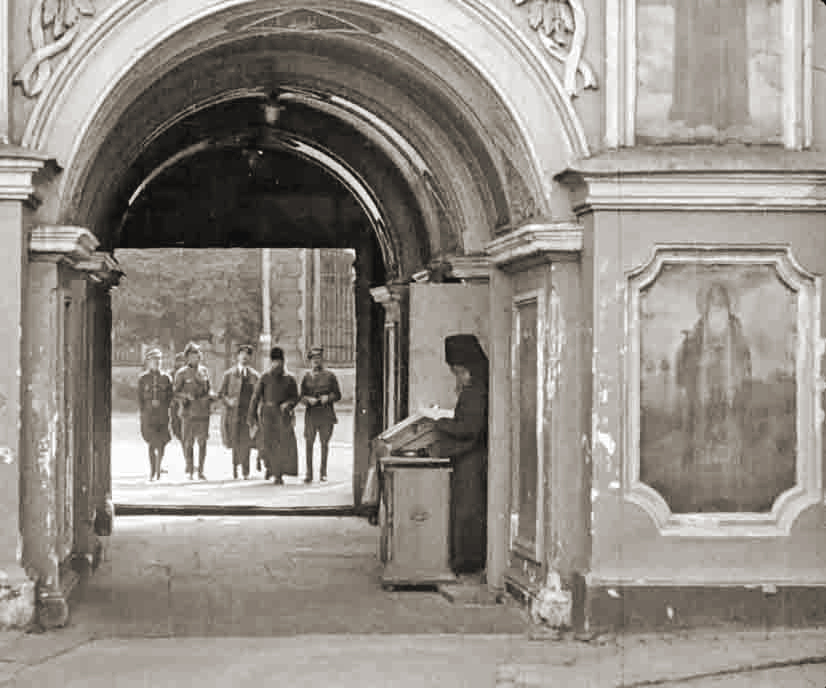
Oficerowie WP zwiedzają Ławrę Peczerską

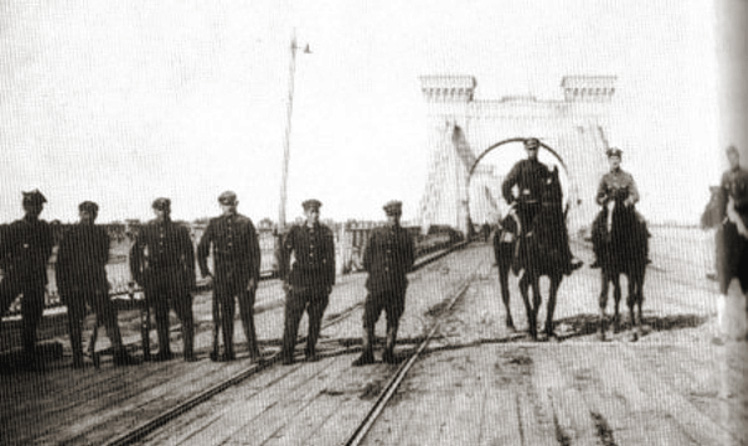
Żołnierze polscy na Moście Łańcuchowym w Kijowie, maj 1920. Most został wysadzony w czerwcu 1920, podczas opuszczania miasta.

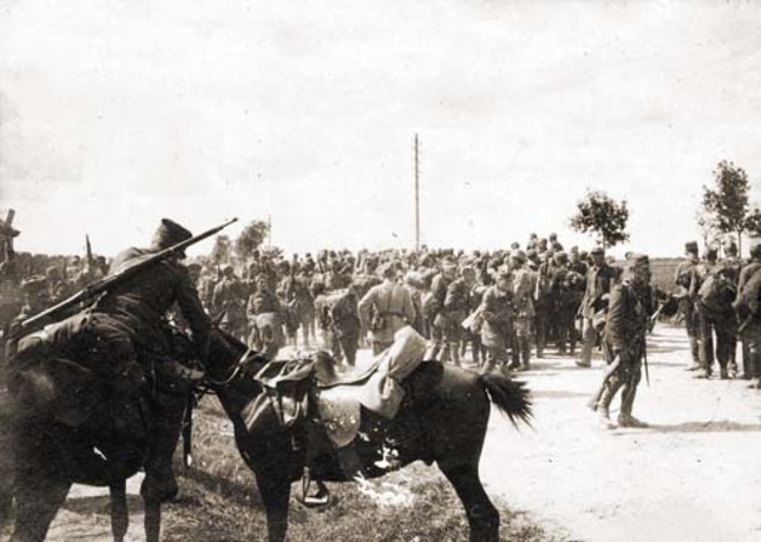
Odwrót oddziałów 3 Armii Wojska Polskiego spod Kijowa, czerwiec 1920

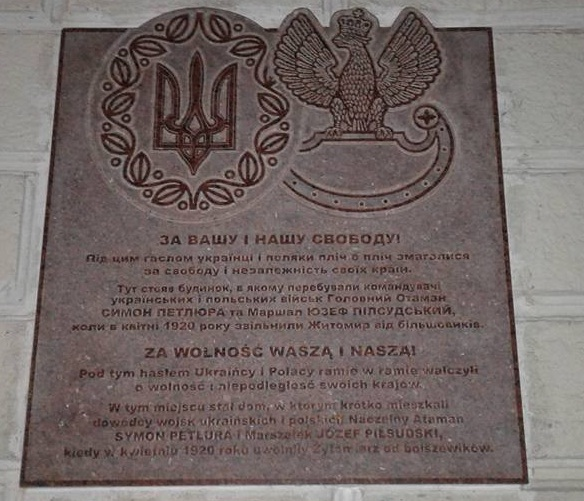
Tablica upamiętniająca zdobycie Żytomierza przez wojska polskie i ukraińskie w trakcie wyprawy kijowskiej

## Przygotowania
Józef Piłsudski przewidział, że po pokonaniu „Białych” i Ukraińskiej Republiki Ludowej, bolszewicy będą mogli skoncentrować wszystkie siły na jednym froncie – froncie z Polską, wykorzystując również zdobyty na białych sprzęt wojskowy. Celem politycznym Piłsudskiego było stworzenie federacji państw narodowych w Międzymorzu Bałtycko-Czarnomorskim od Estonii po Naddnieprze, tym samym oddzielając etniczną Polskę od Rosji i uniemożliwiając ekspansję terytorialną Rosji na Zachód. Motywem Piłsudskiego jako Naczelnika Państwa było przekonanie, że istnienie Polski pomiędzy Niemcami a Rosją jest uzależnione od stworzenia systemu silnych sojuszy lokalnych uniemożliwiających ponowny rozbiór terytorium przedrozbiorowej Rzeczypospolitej Obojga Narodów pomiędzy dwóch silnych sąsiadów – Niemcy i Rosję, bowiem Polska samotnie jest zbyt słaba, by oprzeć się równoczesnemu naciskowi niemiecko-rosyjskiemu, niezależnie od form ustrojowych w jakich te narody się znajdują. Tymczasem zapatrywania polskiego sejmu i rządu, zdominowanych przez endecję były zupełnie inne. Pragnęli oni włączenia części ziem kresowych do państwa polskiego (koncepcja inkorporacyjna).
Ważną przesłanką wyprawy kijowskiej podjętej przez Piłsudskiego było utworzenie niepodległego państwa ukraińskiego. W związku z tym jednym z głównych założeń było osiągnięcie porozumienia z Ukraińską Republiką Ludową. Piłsudski zawarł z przewodniczącym Dyrektoriatu URL Symonem Petlurą sojusz polityczny i wojskowy. Polska uznawała w nim suwerenność Ukraińskiej Republiki Ludowej, zrzekała się terytoriów Rzeczypospolitej przedrozbiorowej na wschód od ustalonej linii granicy z Ukrainą i zobowiązywała się do wspólnej walki z bolszewikami. Ukraińska Republika Ludowa zrzekała się praw do ziem Galicji Wschodniej, które wcześniej zajmowała Zachodnioukraińska Republika Ludowa.
Koncepcja ta nie powiodła się, gdyż Petlura nie posiadał zaplecza politycznego poparcia i jak pisał ówczesny dyplomata a późniejszy delegat polski w ryskich rokowaniach Michał Kossakowski: „władze polskie miały się przekonać, że na Ukrainie ludności dojrzałej do samodzielnego bytu nie ma (...). Petlura zupełnie szczerze dał do zrozumienia, że bynajmniej nie pragnie tak bardzo obsadzać placówek rządu cywilnego przez działaczy miejscowych, przeciwnie będzie wdzięczny Polakom, jeżeli jeszcze w ciągu dalszego czasu rządy sprawować będą”.
Plany S. Petlury i J. Piłsudskiego zakończyły się porażką. Zawiodły bowiem dwa czynniki: armia polska nie spełniła zadań operacyjno-okupacyjnych, a Dyrektoriat UNR nie zbudował trwałych fundamentów republiki.
Bunt przeciwko Petlurze w związku z jego porozumieniem z Piłsudskim podnieśli również ukraińscy politycy i wojskowi z zajętej przez Polskę Galicji Wschodniej (z Galicji wycofało się na wschód ponad 100 tys. żołnierzy ukraińskich nie akceptujących układów z Polską).
Plany federalizacyjne nie miały też poparcia szerokich mas społecznych. Jak pisał Włodzimierz Mędrzecki "(...) w latach 1917–1918 białoruskie i ukraińskie warstwy ludowe przeważnie za prawowitych następców carów uznawały bolszewików. Z aprobatą przyjęły koncepcję władzy rad, z entuzjazmem realizowały hasła odebrania środków produkcji i dóbr materialnych klasom posiadającym. W konsekwencji potraktowały jako obce i wrogie wkraczające z zachodu wojska polskie (tym bardziej, że pomogły zainstalować się ponownie wygnanym wcześniej ziemianom) i z niechęcią podporządkowywały się polskim władzom państwowym (zarówno w 1919 roku jak i w latach 1920 – 1921)".
W dniach 18–22 lutego pod Latyczowem miała miejsce bitwa, której efektem było lokalne skrócenie frontu przed rozpoczęciem ofensywy na froncie ukraińskim. Z kolei 5–10 marca wojska Grupy Poleskiej przeprowadziły lokalną ofensywę zdobywając Mozyrz, Barbarów, Kalinkowicze, Rzeczycę i Czarnobyl. Posunięcie to rozdzieliło rosyjskie armie Frontu Zachodniego i Frontu Południowo-Zachodniego.
Plan operacji kijowskiej na polecenie Naczelnika Państwa Józefa Piłsudskiego przygotowali: Julian Stachiewicz, Bolesław Wieniawa-Długoszowski i adiutant Piłsudskiego – Stanisław Radziwiłł, przy czym obejmował on jedynie początkową fazę działań bojowych.

### Liczebność polsko-ukraińskich wojsk sojuszniczych
Stan liczebny polskich i ukraińskich żołnierzy na początku ofensywy przedstawiał się następująco:
- Wojsko Polskie – około 60 tysięcy żołnierzy
- Armia Czynna URL – 556 oficerów i 3348 szeregowych, łącznie 3904 żołnierzy[8][9][10] – co stanowiło około 6% udziału armii ukraińskiej w siłach sojuszniczych uczestniczących w wyprawie kijowskiej.

Podobny stan liczebny armii ukraińskiej utrzymywał się niemal do początku rozpoczęcia kontrofensywy przez Armię Czerwoną. Jeszcze z końcem maja (czyli trzy tygodnie po opanowaniu Kijowa) liczebność wojsk URL wynosiła łącznie 4700 żołnierzy. Po zakończeniu wyprawy kijowskiej liczebność formacji ukraińskich wzrosła dwukrotnie w stosunku do ich początkowej wielkości, dzięki zasileniu oddziałów ukraińskich grupą gen. M. Omelianowicza-Pawlenki kończącą tzw. pochód zimowy.
Natomiast w chwili rozpoczęcia kontrofensywy Armii Czerwonej 12 czerwca 1920, dzięki szybkiej mobilizacji rekrutów ukraińskich w skład Armii Czynnej URL wchodziło już 2814 oficerów i 16 925 szeregowych – łącznie 19 739 żołnierzy, jednak w realiach silnego naporu oddziałów bolszewickich to wzmocnienie sił nie odegrało już praktycznie żadnej roli.

### Formowanie ukraińskich jednostek wojskowych
Podczas ofensywy kijowskiej żołnierze ukraińscy byli formowani za zgodą strony polskiej w dwie dywizje piechoty. Na początku lutego 1920 roku Polacy utworzyli „Ekspozyturę do spraw Ukraińskich” pod kierownictwem Juliusza Ulrycha, która zajmowała się m.in. szkoleniem i wyposażeniem wojska ukraińskiego.
Pierwsza dywizja ukraińska była początkowo formowana w Łańcucie, a następnie w twierdzy brzeskiej. Dywizja otrzymała nazwę „6 Dywizji Siczowej”, pod komendą podpułkownika Marka Bezruczki. 22 kwietnia została podporządkowana 3 Armii Wojska Polskiego i otrzymała rozkaz wymarszu na front. Liczyła wówczas ponad 2 tysiące żołnierzy.
Druga dywizja ukraińska powstała ostatecznie 10 maja i otrzymała nazwę „3 Dywizji Żelaznej”, a dowództwo nad nią objął pułkownik Ołeksandr Udowyczenko.
Duże problemy wynikły podczas wyposażania ukraińskich dywizji z powodu niedostatecznego uzbrojenia. Polacy, mimo trudności z wyposażeniem własnych wojsk, starali się dobrze uzbroić żołnierza ukraińskiego. Od lutego do listopada 1920 roku tylko 6 Armia polska przekazała na potrzeby wojska ukraińskiego: 30 tysięcy karabinów, 298 karabinów maszynowych, 38 dział polowych i 6 ciężkich, 1 tysiąc pistoletów, 40 tysięcy mundurów, 29 tysięcy kompletów bielizny, 2 tysiące namiotów i 17 samochodów ciężarowych. Poza tym 6 Armia polska przekazała jednostkom ukraińskim około 600 tysięcy naboi karabinowych i 6 tysięcy sztuk amunicji artyleryjskiej. Już od 10 lutego 1920 oficerowie ukraińscy otrzymywali takie same pobory jak polscy.

### Armia Czerwona
Naprzeciwko wojsk polskich na Ukrainie stał Front Południowo-Zachodni Armii Czerwonej pod dowództwem Aleksandra Jegorowa. Obejmował on 12 Armię, 14 Armię i 13 Armię, przy czym ta ostatnia stacjonowała na południu Ukrainy naprzeciwko Armii Ochotniczej Wrangla na Krymie. 12 Armia, operująca na Polesiu i Wołyniu, składała się z 7, 44, 47 i 58 Dywizji Strzelców oraz 17 Dywizji Jazdy. 14 Armia, stacjonująca w południowo-zachodniej Ukrainie, składała się z 21, 41, 45 i 60 Dywizji Strzelców oraz 8 Dywizji Jazdy.
Strona polska i radziecka odmiennie szacowały wielkość sił własnych i przeciwnika. Obie strony uważały siły nieprzyjaciela za większe od własnych. Prawdopodobnie były one porównywalne, przy czym na wybranych kierunkach uderzeń siły polskie dwukrotnie górowały nad przeciwnikiem.

## Początek ofensywy
Operacja przeciw bolszewikom rozpoczęła się 25 kwietnia 1920 r. i była większa niż inne w roku poprzednim oraz w marcu tegoż roku. Wojskami od Mozyrza do Olewska dowodził płk. Józef Rybak (tzw. Grupa Operacyjna płk. Rybaka), od Olewska do Połonnego dowodził gen. Edward Rydz-Śmigły, od Połonnego do Płoskirowa gen. Antoni Listowski (2 Armia), a od Płoskirowa do granicy z Rumunią gen. Wacław Iwaszkiewicz-Rudoszański (6 Armia).
Już 26 kwietnia wojska polskie zajęły Żytomierz (zagon na Żytomierz). Następnego dnia pododdziały 59 pułku piechoty przełamując pięć linii obronnych nieprzyjaciela wkroczyły do Berdyczowa, a 1 Dywizja Jazdy 27 kwietnia opanowała ważny węzeł kolejowy Koziatyn (zagon na Koziatyn). Na południu oddziały 6 Armii generała Iwaszkiewicza opanowały Winnicę, Bar i Żmerynkę. Na północy wojska polskie zdobyły Czarnobyl i zbliżyły się do Dniepru w rejonie ujścia Prypeci (bitwa pod Czarnobylem). Do 27 kwietnia wojska polsko-ukraińskie osiągnęły wszystkie założone cele terytorialne i zatrzymały się. Nie osiągnęły jednak celu strategicznego – rozbicia jednej z armii sowieckich
W wyniku tych operacji 12 Armia (RKKA) została rozproszona i częściowo zdezorganizowana, ale nie rozbita, ponieważ niektóre z jej pododdziałów rozpoczęły wycofywanie na wschód jeszcze przed początkiem polskiej ofensywy.
28 kwietnia, po rozbiciu pod Koziatynem 1 Brygady Strzelców Siczowych (złożonej z Ukraińców w służbie Armii Czerwonej), wojska polskie stanęły na linii: Czarnobyl – Koziatyn – Winnica – granica rumuńska, przeszły one w ciągu 24 godzin 90 km.
28 kwietnia wydzielona grupa wojsk Rydza-Śmigłego ruszyła w pościg za nieprzyjacielem. Do pierwszej potyczki doszło pod Koczarowem, natomiast po południu zajęła miasto Stawiszcze. 30 kwietnia 13 Brygada Piechoty po całodziennym boju zdobyła Malin. Tego samego dnia 3 Brygada Jazdy dotarła do Fastowa, który zdobyła 1 maja po krótkiej potyczce; nieprzyjaciel wycofał się. W tym czasie oddziały 2 i 6 Armii nie podejmowały żadnych działań.
Po tygodniowym odpoczynku wojska polskie stanęły u bram Kijowa, nie napotykając oporu nieprzyjaciela. 12 i 14 armia sowiecka nie przyjęły walki, zaś zmiana szyfrów sowieckich na początku maja 1920 uniemożliwiła służbom dekryptażowym Wojska Polskiego odczytanie korespondencji radiowej Armii Czerwonej w trakcie ofensywy i w konsekwencji rozbicie sił Armii Czerwonej na Ukrainie poprzez zniszczenie 12 i 14 armii sowieckich.

## Zdobycie Kijowa
3 maja żołnierze Wojska Polskiego podjechali do Kijowa zdobycznym tramwajem, wzięli do niewoli oficera Armii Czerwonej, po czym się wycofali. Następnego dnia Armia Czerwona zaczęła śpiesznie opuszczać Kijów, a Wojsko Polskie przedefilowało ulicami Kijowa. Doszło do starć na moście spinającym Dniepr, lecz po krótkiej wymianie ognia 6 pułk piechoty Legionów 1 DPLeg oraz 59 i 60 pułk piechoty wielkopolskiej (z 15 Dywizji Piechoty) przeszły przez rzekę i zajęły lewobrzeżny przyczółek sięgający 15 km w głąb terytorium wroga (do miejscowości Browary). Cała prawobrzeżna Ukraina została wzięta kosztem 150 zabitych i 300 rannych.
6 maja, po miesięcznym marszu na tyłach bolszewickich, zbuntowany 3 Czerwony Halicki Pułk Konny połączył się z armią Ukraińskiej Republiki Ludowej.
9 maja odbyła się w centrum Kijowie wspólna polsko-ukraińska defilada. Naczelne Dowództwo Wojska Polskiego starając się, aby miejscowa ukraińska ludność nie odebrała czasowej obecności polskich wojsk jako okupacji, poleciła aby na siedzibach urzędów wywieszać wyłącznie ukraińskie flagi, a polskie tylko na budynkach zajmowanych przez polskie dowództwo.
9 maja doszło do starć na mostach spinających Dniepr, lecz po kilkugodzinnej walce 6 pułk piechoty Legionów 1 DPLeg oraz 59 i 60 pułk piechoty wielkopolskiej (z 15 Dywizji Piechoty) przeszły przez rzekę i zajęły lewobrzeżny przyczółek sięgający 15 km w głąb terytorium wroga (do miejscowości Browary). Od 9 do 13 maja trwały krwawe kontrataki bolszewików na przedmoście kijowskie.
Po zajęciu Kijowa 7 maja 1920 przez Wojsko Polskie i sprzymierzoną armię Ukraińskiej Republiki Ludowej w mieście odkryto ślady zbrodni komunistycznej Czeka.

## Osiągnięcie zakładanych celów
Głównym celem strategicznym kampanii było rozbicie i zniszczenie przynajmniej jednej z armii bolszewickich stacjonujących na Ukrainie. W związku z ich wycofywaniem się bez podjęcia poważniejszych prób obrony, cel ten nie został osiągnięty.
Celem politycznym było zajęcie Kijowa – stolicy Ukrainy i zainstalowanie w nim rządu URL oraz stworzenie ukraińskiej armii, będącej w stanie przejąć od wojsk polskich odpowiedzialność za kraj. Mimo zajęcia Kijowa, czyli osiągnięcia celu terytorialnego, odzew Ukraińców, mimo odezw Piłsudskiego i Petlury, był bardzo nikły. Wymęczone kilkuletnimi wojnami, rekwizycjami i rabunkami społeczeństwo, biernie przyglądało się „panoszeniu się” kolejnych obcych wojsk. Część Ukraińców obawiała się powrotu „polskich panów”, natomiast nie dotarły jeszcze do nich wieści o „czerwonym terrorze” Czeka wobec chłopów na Ukrainie Lewobrzeżnej. W ciągu miesiąca nie stworzono ani sprawnej administracji ani armii. Wojska polskie nie mogły być wycofane i przerzucone na front białoruski, gdzie narastało zagrożenie ze strony wojsk Frontu Zachodniego Armii Czerwonej.
Spośród państw europejskich, prócz Polski jedynie Finlandia i Łotwa uznawały dyplomatycznie Ukraińską Republikę Ludową.

## Liczebność wojsk na początku czerwca
W pierwszej dekadzie maja 1920 roku bolszewicy, po przeprowadzonej mobilizacji, wysłali na Naddnieprze 120 tysięcy swoich żołnierzy. 12 Armia za Dnieprem przechodziła reorganizacją i wchłaniała uzupełnienia. 14 Armia koncentrowała się między Dnieprem a Dniestrem osłaniając Humań. Skierowana z Kubania 1 Armia Konna kierowała się na Humań.
14 maja na Białorusi wyprowadzone zostało uderzenie sowieckie, nieskoncentrowanymi jeszcze w pełni siłami 15 Armii Frontu Zachodniego, które miało zachwiać trzonem sił polskich na Ukrainie. Natarcie nie przyniosło spodziewanych rezultatów. 1 i 4 Armie Wojska Polskiego wraz z odwodami Naczelnego Wodza przerzuconymi z Ukrainy, podjęły kontratak i odparły uderzenie, częściowo przywracając linię frontu ze skróceniem jej przez bagna Auty. Atak ten był zaskoczeniem dla polskiego Naczelnego Dowództwa, które nie doceniło możliwości mobilizacyjnych Armii Czerwonej. Zaczęto przerzucać niektóre oddziały polskie z Ukrainy na Białoruś.

### Siły polskie
Od dnia 27 maja miała być rozformowana 2 Armia gen. Listowskiego. 7 DP miała być przekazana 3 Armii, 13 DP – 6 Armii, a Dywizja Jazdy miała przejść do odwodu Naczelnego Wodza. Po tych zmianach w skład 3 Armii wchodziły:
- 1 Dywizja Piechoty Legionów,
- Grupa płk. Rybaka,
- 7 Dywizja Piechoty,
- 7 Brygada Jazdy,
- 7 Dywizja Ukraińska.

Obejmowała ona front od Prypeci do miejsca pomiędzy Białą Cerkwią a Lipowcem.
W skład 6 Armii wchodziły:
- 12 Dywizja Piechoty,
- 13 Dywizja Piechoty,
- 18 Dywizja Piechoty.

Obsadzała ona front od Białej Cerkwi-Lipowca do Wapniarki.

### Siły ukraińskie
Na prawym skrzydle stacjonowała Armia Ukraińska gen. Omelianowicza-Pawlenki. W jej skład wchodziły:
- Dywizja Kijowska,
- Dywizja Wołyńska,
- Dywizja Zaporoska,
- Brygada Galicyjska,
- 3 Żelazna Dywizja Strzelców Udowyczenki.

Wszystkie jednostki ukraińskie były związkami kadrowymi, składającymi się głównie z oficerów i podoficerów. W sumie liczyły one ok. 4 tys. bagnetów i ok. 2 tys. szabel.

### Siły sowieckie
Bolszewicki Front Południowo-Zachodni (bez 13 Armii) składał się z następujących związków:
- 12 Armii,
- Grupy Jakira,
- 1 Armii Konnej,
- 14 Armii.

W skład 12 Armii wchodziły:
- Grupa Golikowa,
- 7 Dywizja Strzelców,
- 25 Dywizja Strzelców,
- 58 Dywizja Strzelców.

W skład Grupy Jakira:
- 44 Dywizja Strzelców,
- 45 Dywizja Strzelców,
- 2 Brygada Jazdy.

W skład 1 Armii Konnej:
- 4 Dywizja Jazdy,
- 6 Dywizja Jazdy,
- 11 Dywizja Jazdy,
- 14 Dywizja Jazdy,
- Samodzielna Brygada Jazdy.

W skład 14 Armii wchodziły:
- 21 Dywizja Strzelców,
- 41 Dywizja Strzelców,
- 60 Dywizja Strzelców,
- 80 Dywizja Strzelców.

12 Armia stacjonowała między Prypecią a pozycjami na południe od Kijowa, Grupa Jakira od Kijowa do miejscowości Stawiszcze, z miejscem koncentracji w rejonie Fastowa, 1 Armia Konna od Stawiszcza do Chrystynówki i 14 Armia od Chrystynówki do Dniestru.

## Wycofanie wojsk i zakończenie wyprawy
26 maja do kontrofensywy przystąpiły 12 Armia i Grupa Jakira, następnego dnia – 1 Armia Konna. Polska obrona zaczęła się cofać. 31 maja do kontrataku przystąpiła ad hoc zorganizowana „Grupa Wasilków”. Jej natarcie spowodowało dezorganizację Grupy Jakira, jednak musiała się ona wycofać ze stratami. Kilkudniowe uporczywe ataki Armii Konnej były odpierane przez polskie wojska lub po przełamaniu ich obrony następowały kontrataki polskie, które niwelowały straty terytorialne (m.in. bitwa pod Wołodarką, bitwa pod Bystrzykiem). Walki te były dość krwawe.
W nocy z 31 maja na 1 czerwca na stronę polską przeszła 3 Brygada Jazdy z 14 Dywizji Jazdy, złożona z Kozaków – byłych żołnierzy Armii Ochotniczej Denikina, siłą wcielonych do Armii Czerwonej.
W dniach 31 maja – 4 czerwca Grupa Golikowa sforsowała Dniepr i jego dopływy i utworzyła silny przyczółek pod Okuniewem, którego nie udało się zlikwidować mimo kilkakrotnych kontrataków.
2 czerwca miał miejsce kontratak dwóch batalionów piechoty z 1 Pułku Piechoty Legionów pod Boryspolem na koncentrującą się do ataku 58 Dywizję Strzelców  zakłócił przygotowania grupy sowieckiej, dowodzonej przez Jonę Jakira, do uderzenia na przyczółek kijowski.
5 czerwca, po 10-godzinnym boju pod Samhorodkiem 2 dywizje Konarmii przełamały front polski. W ciągu kolejnych dni jej dywizje opanowały Żytomierz i Berdyczów, grabiąc i mordując.
Aby nie dopuścić do okrążenia 3 Armii w rejonie Kijowa przez nacierającą z północy Grupę Golikowa, prącą od południa Grupę Jakira i operującą od zachodu 1 Armię Konną, 8 czerwca Naczelne Dowództwo Wojska Polskiego nakazało odwrót wojsk polskich z Ukrainy.
Wojska polskie opuściły Kijów w dniach od 10 czerwca do 13 czerwca. Posuwały się na północny zachód wzdłuż linii kolejowej na Korosteń. Transportem kolejowym ewakuowano materiały wojenne, w tym liczną zdobycz, część polonii kijowskiej oraz administrację ukraińską. W bitwie pod Borodzianką 3 armia wywalczyła sobie odwrót, nie dając się otoczyć wojskom 12 armii i 1 Armii Konnej.
Inne jednostki polskie wycofywały się planowo, często kontratakując.
W drugiej dekadzie czerwca siły polskie na Ukrainie zostały wzmocnione przez 6 Dywizję Piechoty, 1 Rezerwową Brygadę Piechoty i 3 Dywizję Piechoty Legionów.
Krwawe boje z dywizjami Armii Konnej prowadziła 18 Dywizja Piechoty w dniach 13–19 lipca (bitwa pod Chorupaniem) i 17–26 lipca, wiążąc walką wielokrotnie silniejszego przeciwnika. W połowie lipca linia frontu ustaliła się na jakiś czas na linii rzek Zbrucza i Styru.
15 lipca, w Kijowie, bolszewicy powołali Galicyjski Komitet Rewolucyjny (Galrewkom) – rząd marionetkowy Galicyjskiej Socjalistycznej Republiki Rad, podporządkowany Rosji, w celu sowietyzacji i oderwania Galicji Wschodniej zarówno od Polski jak i Ukrainy. 1 sierpnia zainstalował się on w Tarnopolu.
Dwa tygodnie, od 11 do 25 lipca trwała obrona rzeki Zbrucz. Po jej przełamaniu w dniach 24-25 lipca, w bitwie pod Wołoczyskami, wojska polskie wycofały się na linię rzeki Seret.
W dniach 29 lipca – 5 sierpnia jednostki 6 Armii oraz specjalnej grupy kawalerii brały udział w bitwie pod Brodami. Oddziały polskie okrążyły 1 Armię Konną. Nie doszło do jej rozbicia z powodu rozkazu Naczelnego Wodza o przerwaniu walk i wycofaniu części wojsk w stronę Dęblina w celu wzięcia udziału w kontruderzeniu znad Wieprza. Konarmia była tak wyczerpana i osłabiona bitwą pod Brodami, że 6 i 14 Dywizja były gotowe do walki po 2 dniach, a 4 i 11 Dywizja dopiero po tygodniowym odpoczynku i reorganizacji.
Od 30 lipca przez kilkanaście dni trwały boje nad Seretem, z przełamywaniem polskiej obrony i kontratakami, w tym z użyciem czołgów. Południowej części tej rzeki broniły wojska ukraińskie gen. Omelianowicza-Pawlenki.
Tak zakończyła się „wyprawa kijowska” pod kątem operacji wojskowych. Oddano nie tylko wszelkie zdobycze terytorialne ale również Wołyń i część Galicji Wschodniej.

## Dalsze walki w Galicji Wschodniej
12 sierpnia miała miejsce reorganizacja frontu polskiego, a następnego dnia nastąpiło ponowne uderzenie Konarmii w stronę Lwowa.
W ciągłych walkach opóźniających wojska polskie i ukraińskie wycofywały się aż pod Lwów.
Prawie miesiąc trwały (walki na rubieżach Lwowa). Trzykrotnie ponawiane ataki przez różne jednostki 1 Armii Konnej i 14 Armii nie przyniosły rozstrzygnięcia. 15–16 sierpnia Konarmia sforsowała Bug. 17 sierpnia, w czasie działań odwrotowych prowadzonych przez oddział rotmistrza Romana Abrahama, miała miejsce bitwa pod Zadwórzem, zwana Polskimi Termopilami. 18, 19 i 20 sierpnia od północy nieskutecznie atakowała 1 Armia Konna, m.in. doszło do boju kawaleryjskiego pod Żółtańcami. 20 sierpnia po południu, na usilne nalegania Tuchaczewskiego, Armia Konna przerwała ataki na Lwów. W dniach 19–20 sierpnia nasilił się nacisk od południowego wschodu oddziałów 14 Armii, m.in. zajęcie Stryja.
W walkach na przedpolach Lwowa duże znaczenie miało działanie polskiego lotnictwa, przede wszystkim III Grupy Lotniczej. Wykonywała ona loty rozpoznawcze oraz działania bezpośrednio bojowe bombardując i ostrzeliwując kawalerię z karabinów maszynowych, demoralizując ją i zadając straty w ludziach i w koniach.
W dniach 1–12 września 19 pp z 6 Dywizji Piechoty zdobył i obronił Busk przed atakami 45 i 47 Dywizji Strzelców.
W drugiej dekadzie września wojska polskie i ukraińskie próbowały przejść do ofensywy w celu wyparcia Rosjan z Galicji Wschodniej. Działania te spotkały się z kontrakcją bolszewików. 16 września stoczono krwawą bitwę pod Dytiatynem, która również zyskała miano Polskich Termopili. Była to krwawa porażka, niewiele jednak znacząca w całokształcie toczonych walk.
W dniach 9–10 września w północnej części frontu miał miejsce zagon na Kowel.
Do początku października wojska polskie i ukraińskie odzyskały tereny zajmowane przed wyprawą kijowską. Jednostki polskie w zasadzie zatrzymały się na linii rzeki Zbrucz – dawnej granicy zaboru austriackiego i rosyjskiego. Wojska ukraińskie oraz towarzyszące im nieliczne oddziały rosyjskie próbowały odzyskać Kamieniec Podolski wraz częścią Podola i Wołynia. Opuszczone w działaniach ofensywnych przez polskiego sojusznika zostały skazane na klęskę. Wojsko Polskie dalej przekazywało jednak wojskom ukraińskim broń i wyposażenie, dla ich wsparcia został też sformowany specjalny polski oddział pod dowództwem płk. Sławka. Nie mogło to jednak zmienić ostatecznego wyniku walki. Ostatnie jednostki ukraińskie przeszły na polską stronę 6 grudnia i zostały internowane.

## Sprawa wojsk ukraińskich
Z początkiem czerwca kontrofensywa sowiecka zmusiła wojska polskie do wycofania się z Kijowa, którego niewielkie oddziały ukraińskie Petlury nie były w stanie same utrzymać. Oddziały Armii URL po rozpoczęciu ofensywy sowieckiej 12 czerwca 1920 stanowiły południową flankę frontu wojny polsko-bolszewickiej, broniąc kolejno linii Zbrucza, Seretu i Dniestru przed Armią Czerwoną, samodzielnie rozbijając w sierpniu 1920 nacierające w kierunku Chodorowa 3 DP i 1 Dywizję Kawalerii Armii Czerwonej.
Rokowania pokojowe między stroną polską a sowiecką rozpoczęły się 17 sierpnia 1920 roku w Mińsku, a kontynuowane były w Rydze.
15 września 1920, czyli miesiąc przed oficjalnym podpisaniem rozejmu Armia URL liczyła 3287 oficerów i 12 117 żołnierzy, natomiast 7 listopada, czyli już po definitywnym zakończeniu wyprawy kijowskiej i po podpisaniu traktatu ryskiego, a przed ostatnią, samodzielną kampanią z Armią Czerwoną: 3888 oficerów i 35 259 żołnierzy, razem 39 147 żołnierzy.
Dzięki militarnej pomocy Polaków udzielonej Armii URL, Ukraińcy odzyskali ziemie położone między Zbruczem a Dnieprem, jednak przy ówczesnym układzie sił Petlura nie był w stanie samodzielnie utrzymać niepodległości Ukraińskiej Republiki Ludowej wobec militarnej agresji Rosji Sowieckiej, zdecydowanej na utrzymanie dominacji nad Ukrainą. Polska była jedynym krajem, który udzielił Ukraińskiej Republice Ludowej pomocy i wsparcia dla restytucji niepodległego państwa ukraińskiego.

Czy armia ukraińska wykonała postawione jej zadanie? Autorzy ukraińscy i polscy są tu wyjątkowo zgodni: choć stanowiła ona około 15% sił ekspedycyjnych, bez zastrzeżeń można odpowiedzieć, że w okresie od kwietnia do października 1920 armia UNR, przepojona duchem państwowości, ofiarnie wykonała wszystkie postawione przed nią zadania.

Plany S. Petlury i J. Piłsudskiego zakończyły się porażką. Zawiodły bowiem dwa czynniki: armia polska nie spełniła zadań operacyjno-okupacyjnych, a Dyrektoriat UNR nie zbudował trwałych fundamentów republiki.

## Stanowisko mocarstw zachodnich i „Białej Rosji”
Ofensywa polska na Kijów wywołała mieszane wrażenia we Francji, ze względu na to, że Piłsudski według francuskich kół rządzących mógł poprowadzić ofensywę z lepszym skutkiem militarnym razem z Denikinem. Gen. Anton Denikin był jednak przeciwny zarówno istnieniu państwa ukraińskiego, jak i suwerenności Polski na wschód od linii Bugu. Wielomiesięczne rokowania polsko-rosyjskie w Taganrogu prowadzone przez misję z gen. Aleksandrem Karnickim skierowaną do kwatery Denikina przez Naczelnika Państwa zakończyły się fiaskiem wobec nieustępliwości strony rosyjskiej w kwestii samostanowienia narodów wchodzących przed 1917 r. w skład Imperium Rosyjskiego oraz granic polsko-rosyjskich. W tej sytuacji Rzeczpospolita Polska nie miała interesu państwowego w sukcesie Białych Rosjan i w konsekwencji uchyliła się od wsparcia Denikina (pomimo nacisków Francji i Wielkiej Brytanii w tej sprawie). Równolegle były prowadzone w Mikaszewiczach rokowania polsko-bolszewickie, gdzie warunki strony polskiej były analogiczne do warunków stawianych Denikinowi. Rozmowy te z uwagi na kategoryczne żądanie Polski uznania przez RFSRR niepodległości Ukrainy i nieatakowanie wojsk Petlury przez Armię Czerwoną również zakończyły się bezowocnie.

## Upamiętnienie
Walki żołnierzy polskich o Kijów zostały upamiętnione na Grobie Nieznanego Żołnierza w Warszawie, napisem na jednej z tablic w II RP i po 1990 r. – „KIJÓW 7 V – 11 VI 1920”.
Udział żołnierzy ukraińskich w wojnie polsko-bolszewickiej upamiętniany jest w ramach akcji harcerskiej Płomień Braterstwa.
W 2022 roku, w przeddzień Święta Wojska Polskiego, hołd żołnierzom ukraińskim spoczywającym na prawosławnym cmentarzu na warszawskiej Woli oddał prezydent Andrzej Duda w obecności ambasadora Ukrainy Wasyla Zwarycza i prawosławnego ordynariusza wojskowego abp Jerzego.
Sojuszowi polsko-ukraińskiemu poświęcono film dokumentalny Trudne braterstwo (1998). Do tego zagadnienia odnosi się także powstały w 2019 roku film Tajna operacja (reż. Walerij Szałyga).